# Emissions Neutral Vehicle
Emissions Neutral Vehicle – pierwszy na świecie lekki motocykl (właściwie motorower), całkowicie zaprojektowany pod kątem zasilania rdzeniem ogniwa paliwowego. Motocykl został zaprojektowany przez firmę Intelligent Energy i w roku 2005 odbył swoją premierę. Przy prędkości średniej 80 km/h motor może przejechać ok. 160 km. Zaletą zasilania jest możliwość wykorzystania uniwersalnego ogniwa np. w motorówce i innych pojazdach zasilanych bateriami, cicha praca silnika elektrycznego, minimalna emisja spalin. Motocykl jest prototypem, sprzedawany będzie za prawdopodobnie około 6000 $.